# Sleeping Giants

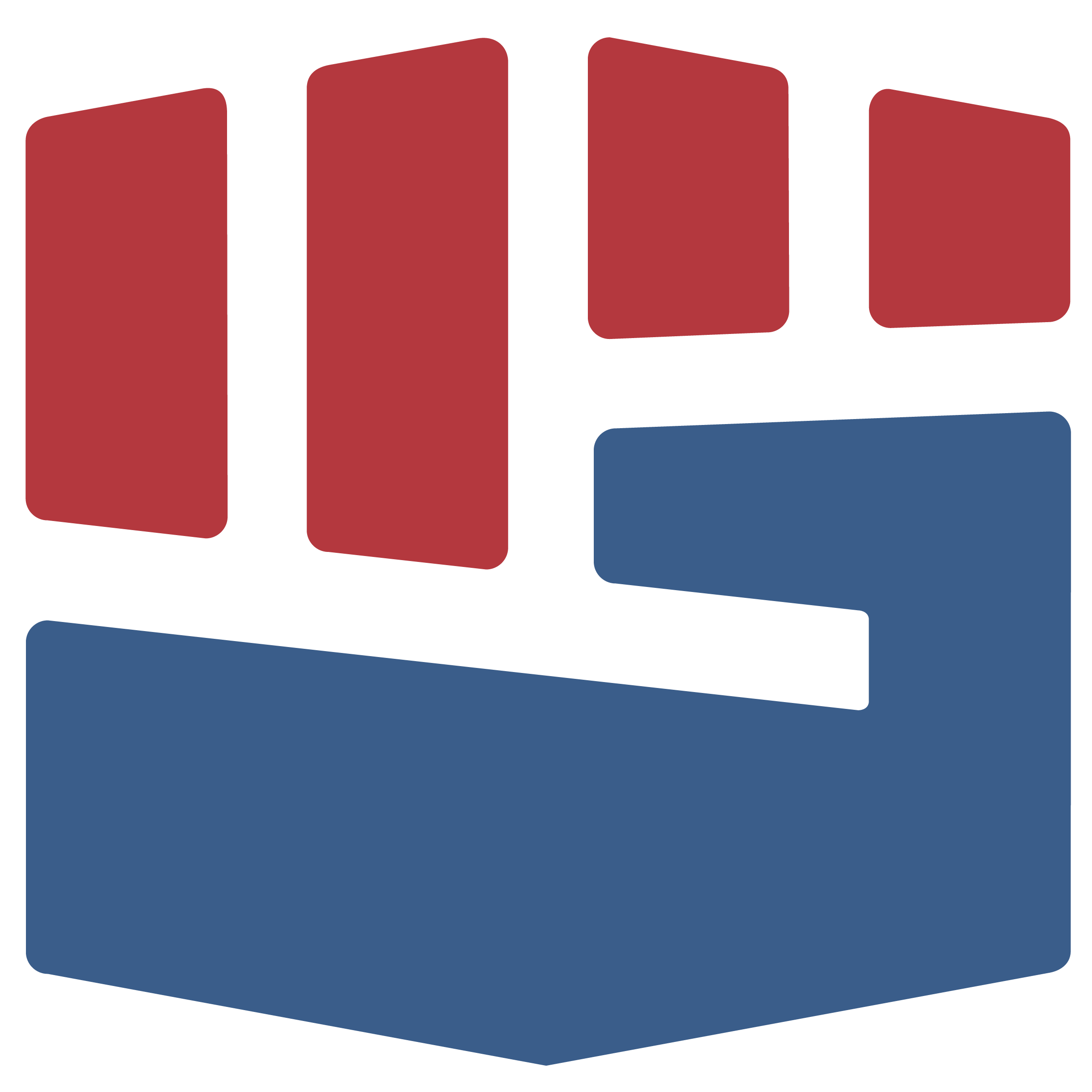
Stilisiertes Logo der Organisation Sleeping Giants mit erhobener Faust und roten Fingern über blauem Daumen und Handfläche auf hellem Hintergrund.

Sleeping Giants (Schlafende Riesen) ist eine von Nandini Jammi und Matt Rivitz gegründete Cyberaktivismus-Initiative mit dem Ziel, das Schalten von Online-Werbung auf Internetplattformen mit rassistischen, sexistischen, fremdenfeindlichen und antisemitischen Inhalten zu stoppen. Online-Werbung dient diesen Plattformen als Einnahmequelle, welche die Sleeping Giants austrocknen wollen.

## Geschichte
Die Initiative wurde im November 2016 gegründet, kurz nachdem Donald Trump die Präsidentschaftswahlen in den Vereinigten Staaten gewonnen hatte. Über einen Twitter-Account riefen die Sleeping Giants dazu auf, keine Werbung auf Breitbart News zu schalten. Über diesen Twitter-Account werden gezielt Firmen angesprochen, deren Werbung auf Breitbart erscheint, und gebeten, dies durch einen Eintrag auf ihrer Werbe-Blacklist zu unterdrücken. Der erste Tweet der Sleeping Giants galt dem Online-Finanzunternehmen Social Finance Inc (SoFi).
Meistens ist den werbenden Unternehmen nicht bewusst, dass ihre Werbung auch auf Seiten mit von ihnen nicht unterstützten Inhalten erscheint. Grund dafür ist das Programmatic Advertising, der vollautomatische und individualisierte Ein- und Verkauf von Werbeflächen in Echtzeit.
Bis Anfang Juni 2017 haben sich mehr als 2.000 Unternehmen aus aller Welt der Initiative angeschlossen und sich öffentlich verpflichtet, nicht mehr auf Breitbart News zu werben. Zu diesen Unternehmen zählen beispielsweise der ADAC, Air France, BMW, Feyenoord Rotterdam, HP Inc., Kellogg’s, London Eye, Mercedes-Benz, Nestlé, Oxfam, Rolling Stone, Universität Zürich und Visa, um nur einige aufzuzählen.
Nachdem Kellog’s sich der Initiative angeschlossen hatte, antwortete Breitbart News mit einer Kampagne, Kellog’s-Produkte zu boykottieren.
Die Initiative operierte anonym, bis das konservative Blog The Daily Caller im Juli 2018 einen Artikel veröffentlichte, in dem Matt Rivitz als Gründer der Initiative gedoxt wurde. Mitgründerin der Initiative Nandini Jammi und Matt Rivitz bestätigten wenige Tage später in ein Interview mit der New York Times, dass sie hinter der Initiative stehen.